# Barnegöl (Målilla socken, Småland)
Barnegöl är en sjö i Hultsfreds kommun i Småland och ingår i Emåns huvudavrinningsområde. Sjön är 5 meter djup, har en yta på 0,04 kvadratkilometer och är belägen 172 meter över havet.